# Château des Buspins
Le château des Buspins est un château situé à Daubeuf-près-Vatteville, dans le département de l'Eure en Normandie.

## Historique
Les Buspins sont une ancienne seigneurie qui a appartenu au chevalier Esmes Chauvin marié à Louise de la Motte, descendante de la gent d'Annebaut qui tenait, au XIIIe siècle, un fief à Daubeuf, relevant de l'archevêque de Rouen. Il semble avoir été bâti par Enguerrand d'Annebaut en 1206. Un château fort s'y élevait. Une chapelle est édifiée au XVe siècle. Jacques Tiercelin est à la tête du domaine en 1556 avant de passer aux mains de la famille de Roncherolles. Charles-Nicolas Tranquille de Roncherolles, capitaine des carabiniers dans le régiment du roi et seigneur de Daubeuf, fait construire le château actuel dans la seconde moitié du XVIIe siècle. 
Le 9 juillet 1817, Marie-Sophie-Ursule de Rouville vend le château à Jean-François Cousturier de Courcy. Il est racheté en 1919 par Louis Renault qui en fait une ferme importante de son domaine de la Boucle. Pendant la guerre, il le met à la disposition du comité social des usines Renault pour y recueillir les enfants de sinistrés.
Le château possédé par la famille Lefèvre-Pontalis, Jean-Pierre Gredy en fait l'acquisition. La SCI Les Buspins rachète le château et le remet en état. Il accueille aujourd'hui des réceptions et des séminaires.

## Description
Le château est édifié en longueur avec une chapelle attenante. Au milieu d'un parc et jardin à la française de 6 hectares, le colombier et les bâtiments agricoles sont contigus au château.
Construit en brique avec des encadrements à alternance de pierre de taille et de briques, le château, au toit à deux-eaux ouvert de lucarnes en chiens-assis et de frontons triangulaires alternés, est recouvert d'ardoise. Le colombier au toit conique et les annexes sont recouverts de tuile plate.

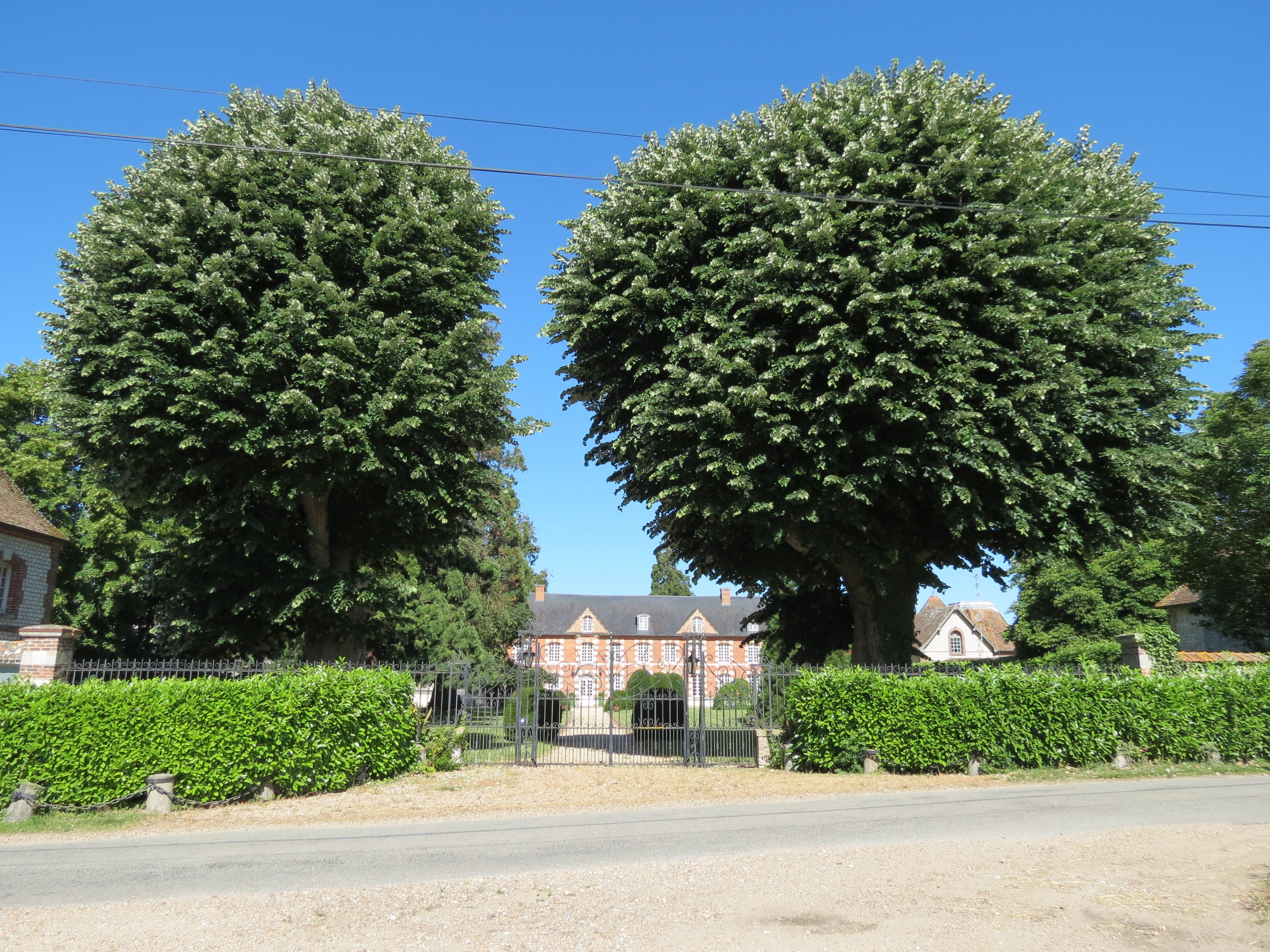
Entrée du château.
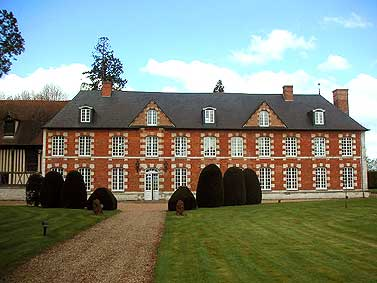
Vue du château côté cour.
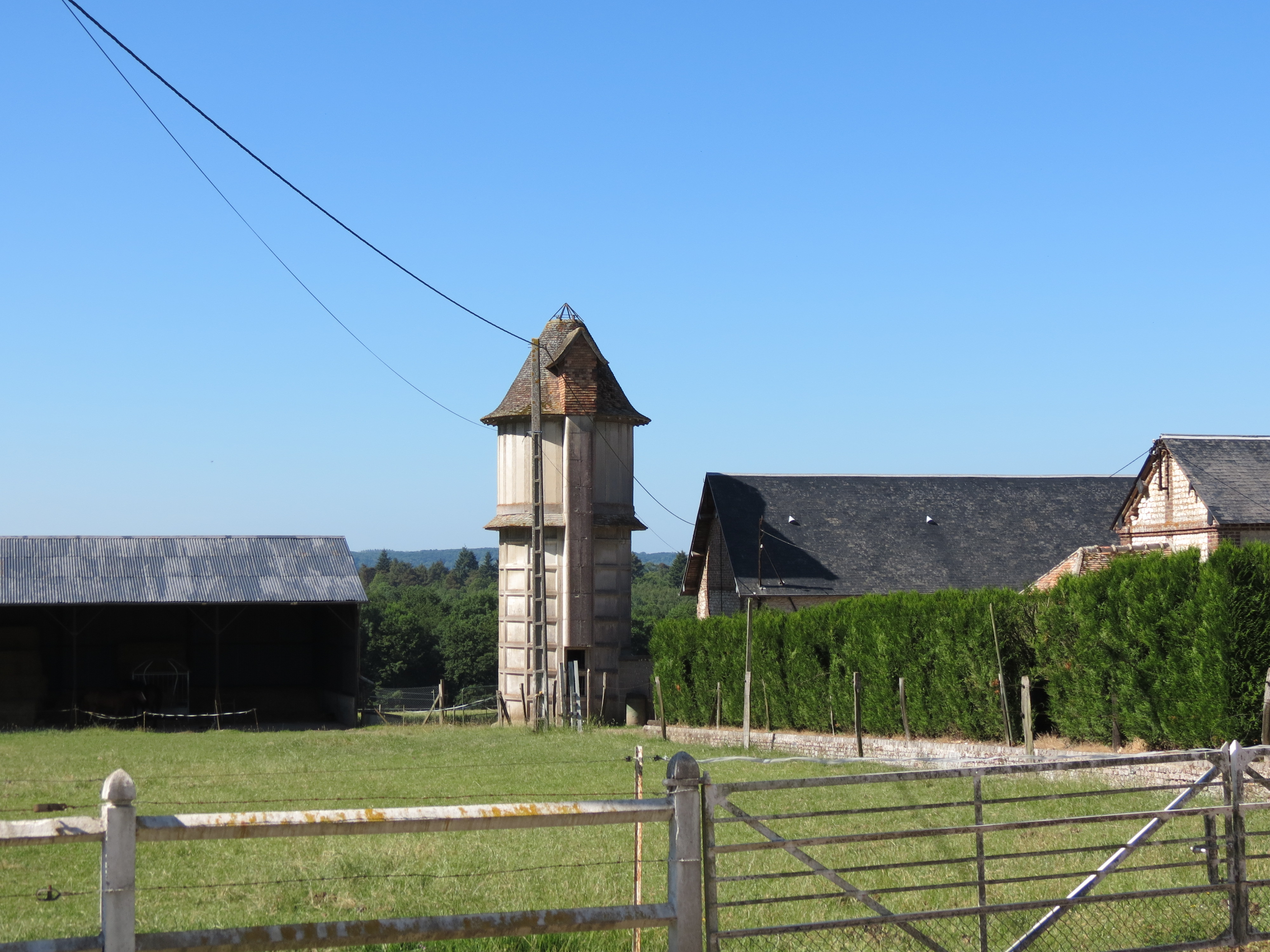
Silo, témoignage de la ferme Renault.